# Nederlandse kampioenschappen schaatsen afstanden 2009 - 1000 meter vrouwen
De Nederlandse kampioenschappen schaatsen afstanden 2009 - 1000 meter vrouwen worden gehouden op zaterdag 1 november 2008. Er zijn vijf plaatsen te verdelen voor de Wereldbeker schaatsen 2008/09. Annette Gerritsen (derde op het WK) en Ireen Wüst (tweede in het wereldbekerklassement) hebben een beschermde status voor hen volstaat een plaats bij de eerste acht voor deelname aan de wereldbeker. Titelverdedigster is Paulien van Deutekom die de titel pakte tijdens de Nederlandse kampioenschappen schaatsen afstanden 2008

## Statistieken

### Uitslag
| #      | Schaatser            | Tijd       |
| ------ | -------------------- | ---------- |
| Goud   | Paulien van Deutekom | 1.16,66    |
| Zilver | Annette Gerritsen    | 1.17,34    |
| Brons  | Natasja Bruintjes    | 1.17,72    |
| 4      | Laurine van Riessen  | 1.18,00    |
| 5      | Marrit Leenstra      | 1.18,01    |
| 6      | Ireen Wüst           | 1.18,06    |
| 7      | Margot Boer          | 1.18,18    |
| 8      | Sanne Delfgou        | 1.18,79    |
| 9      | Marianne Timmer      | 1.19,11    |
| 10     | Ingeborg Kroon       | 1.19,23    |
| 11     | Roxanne van Hemert   | 1.19,35 PR |
| 12     | Marit Dekker         | 1.19,42 PR |
| 13     | Wieteke Cramer       | 1.19,46    |
| 14     | Sophie Nijman        | 1.19,47    |
| 15     | Anice Das            | 1.19,54    |
| 16     | Tosca Hilbrands      | 1.19,57 PR |
| 17     | Frederika Buwalda    | 1.19,60 PR |
| 18     | Jorien Voorhuis      | 1.19,90    |
| 19     | Marije Joling        | 1.19,97 PR |
| 20     | Marloes Gelderblom   | 1.20,42    |
| 21     | Linda Bouwens        | 1.20,96    |
| 22     | Esther Boer          | 1.21,47    |

### Loting
| Rit | Binnenbaan           | Buitenbaan         |
| --- | -------------------- | ------------------ |
| 1   | Roxanne van Hemert   | Frederika Buwalda  |
| 2   | Linda Bouwens        | Sophie Nijman      |
| 3   | Esther Boer          | Marloes Gelderblom |
| 4   | Wieteke Cramer       | Sanne Delfgou      |
| 5   | Ingeborg Kroon       | Natasja Bruintjes  |
| 6   | Anice Das            | Tosca Hilbrands    |
| 7   | Marit Dekker         | Marije Joling      |
| 8   | Paulien van Deutekom | Annette Gerritsen  |
| 9   | Marrit Leenstra      | Marianne Timmer    |
| 10  | Laurine van Riessen  | Margot Boer        |
| 11  | Jorien Voorhuis      | Ireen Wüst         |

- Volledige Loting (pdf-formaat)[dode link]

1987 · 
1988 · 
1989 · 
1990 · 
1991 · 
1992 · 
1993 · 
1994 · 
1995 · 
1996 · 
1997 · 
1998 · 
1999 · 
2000 · 
2001 · 
2002 · 
2003 · 
2004 · 
2005 · 
2006 · 
2007 · 
2008 · 
2009 · 
2010 · 
2011 · 
2012 · 
2013 · 
2014 · 
2015 · 
2016 · 
2017 · 
2018 · 
2019 · 
2020 · 
2021 · 
2022 · 
2023 · 
2024 · 
2025